# Loury
Loury est une commune française, située dans le département du Loiret en région Centre-Val de Loire.
La commune constitue à elle seule l'unité urbaine de Loury.

## Géographie

### Localisation

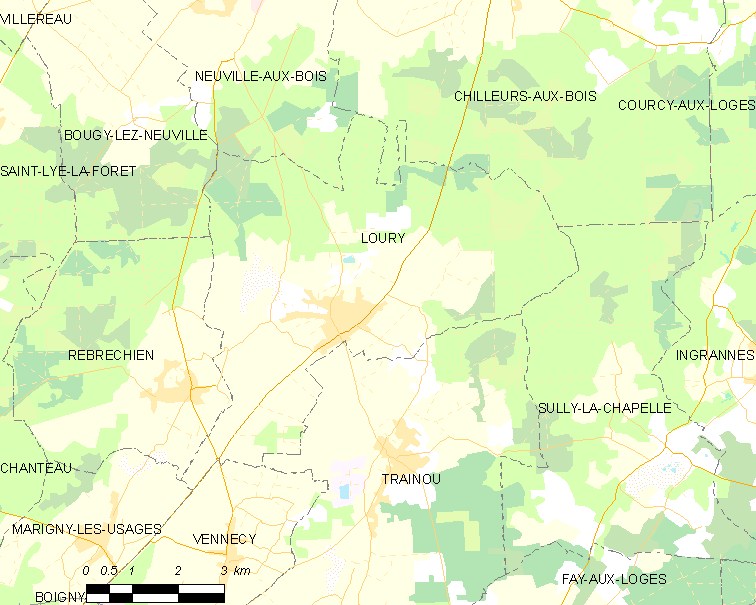
Carte de la commune de Loury et des communes limitrophes.

La commune de Loury se trouve dans le quadrant nord-ouest du département du Loiret, dans la région agricole de l'Orléanais et l'aire urbaine d'Orléans.  À vol d'oiseau, elle se situe à 17,2 km  d'Orléans, préfecture du département, et à 8,1 km de Neuville-aux-Bois, ancien chef-lieu du canton dont dépendait la commune avant mars 2015. La commune fait partie du bassin de vie de Neuville-aux-Bois.
Les communes les plus proches sont : Traînou (3,1 km), Rebréchien (3,5 km), Vennecy (5,8 km), Bougy-lez-Neuville (6,3 km), Marigny-les-Usages (7,1 km), Sully-la-Chapelle (7,5 km), Neuville-aux-Bois (8,1 km), Chilleurs-aux-Bois (8,7 km), Saint-Lyé-la-Forêt (8,9 km) et Fay-aux-Loges (9 km).
| Bougy-lez-Neuville | Neuville-aux-Bois | Chilleurs-aux-Bois |
| Rebréchien         | Loury             | Sully-la-Chapelle  |
| Marigny-les-Usages | Vennecy           | Trainou            |

### Géologie et relief
- Fz : Alluvions récentes des lits mineurs (Holocène)
- m3-p1SASo : Sables et argiles de Sologne (Langhien supérieur à Pliocène inférieur.)
- m2MSO : Marnes et sables de l'Orléanais (Burdigalien)
- m2MCO : Marnes et calcaires de l'Orléanais (Burdigalien)
- m1CPi : Calcaires de Pithiviers (Aquitanien)

Carte géologique de la commune de Loury.
Fz : Alluvions récentes des lits mineurs (Holocène)
m3-p1SASo : Sables et argiles de Sologne (Langhien supérieur à Pliocène inférieur.)
m2MSO : Marnes et sables de l'Orléanais (Burdigalien)
m2MCO : Marnes et calcaires de l'Orléanais (Burdigalien)
m1CPi : Calcaires de Pithiviers (Aquitanien)
$ : Carrière à ciel ouvert

La région d’Orléans se situe dans le sud du Bassin parisien, vaste cuvette composée d’un empilement de couches sédimentaires d’origines essentiellement détritiques (issus de l’érosion d’anciennes chaînes de montagnes) et carbonatées (précipitation de carbonate de calcium). Ces dépôts s'étagent du Trias (- 250 millions d’années) au Pliocène (- 23 millions d’années) et se font surtout en contexte marin, mais aussi en milieu lacustre. Les successions de périodes glaciaires et interglaciaires au Quaternaire aboutissent à la configuration géomorphologique actuelle : altération plus ou moins profonde des roches en place, terrasses alluviales anciennes perchées sur les plateaux et incision de la vallée actuelle de la Loire,.
Les calcaires de Beauce, qui constituent le socle du territoire communal, se forment à l'Aquitanien (de - 23 à - 20,5 millions d’années). Leur partie supérieure, les calcaires de Pithiviers (m1CPi) et les marnes et calcaires de l'Orléanais (m2MCO), affleure sur les flancs de la Bionne. Les marnes et sables de l’Orléanais (m2MSO), premiers dépôts burdigaliens (de – 20,44 à – 15,97 millions d'années) recouvrant les calcaires de Beauce, bordent les formations sur lesquelles s’écoule la Bionne. Ces sables sont essentiellement composés de grains de quartz émoussés, accompagnés de feldspaths kaolinisés et friables, de silex à patine noire et de graviers calcaires particulièrement fréquents à la base de la formation,. Cette formation est elle-même surmontée par les sables et argiles de Sologne (m3p1SASO), datés du Langhien supérieur au Pliocène inférieur, une formation composée de sables (quartz gneissique ou granitique) argileux très grossiers à fins et de lentilles d’argile verte, pure ou sableuse, occupant la partie nord de la commune. Le lit mineur de la Bionne est quant à lui constitué d'alluvions récents (Fz) datant de l'Holocène, des sables quartzeux émoussés repris des Sables de l'Orléanais sous-jacents érodés par le cours d'eau.
Fragmentés et fissurés, les calcaires peuvent être le siège de phénomènes karstiques. Les circulations préférentielles d’eaux souterraines érodent ces calcaires en profondeur et entraînent la formation de dépressions, gouffre ou dolines. Les manifestations en surface de ces fragilités ne sont pas rares dans la région orléanaise. 7 cavités ont été inventoriées par le service régional Centre du BRGM sur la commune, en octobre 2003 : principalement des dolines (dépressions circulaires ou elliptiques liée à l'activité karstique) et un gouffre.
Le territoire communal est relativement plat puisque la dénivelée maximale est de 44 mètres. L'altitude du territoire varie en effet de 108 mètres à 152 mètres,.

### Hydrographie
Le village se situe à la limite nord du bassin versant de la Loire et est alimenté par un ruisseau nommé l'Esse. Son principal attrait réside dans la proximité immédiate de la forêt d'Orléans qui couvre une bonne partie du territoire de la commune.

### Climat
Pour des articles plus généraux, voir Climat du Centre-Val de Loire et Climat du Loiret.
En 2010, le climat de la commune est de type climat océanique dégradé des plaines du Centre et du Nord, selon une étude du CNRS s'appuyant sur une série de données couvrant la période 1971-2000. En 2020, Météo-France publie une typologie des climats de la France métropolitaine dans laquelle la commune est exposée à un climat océanique altéré et est dans la région climatique Moyenne vallée de la Loire, caractérisée par une bonne insolation (1 850 h/an) et un été peu pluvieux.
Pour la période 1971-2000, la température annuelle moyenne est de 10,6 °C, avec une amplitude thermique annuelle de 15,4 °C. Le cumul annuel moyen de précipitations est de 675 mm, avec 10,7 jours de précipitations en janvier et 7,4 jours en juillet. Pour la période 1991-2020, la température moyenne annuelle observée sur la station météorologique installée sur la commune est de 11,8 °C et le cumul annuel moyen de précipitations est de 757,1 mm,. Pour l'avenir, les paramètres climatiques de la commune estimés pour 2050 selon différents scénarios d'émission de gaz à effet de serre sont consultables sur un site dédié publié par Météo-France en novembre 2022.
| Mois                                  | jan.           | fév.             | mars         | avril         | mai             | juin         | jui.          | août           | sep.          | oct.            | nov.             | déc.           | année     |
| ------------------------------------- | -------------- | ---------------- | ------------ | ------------- | --------------- | ------------ | ------------- | -------------- | ------------- | --------------- | ---------------- | -------------- | --------- |
| Température minimale moyenne (°C)     | 1,6            | 1,1              | 3,1          | 5             | 8,6             | 11,8         | 13,6          | 13,3           | 10,3          | 7,9             | 4,4              | 2              | 6,9       |
| Température moyenne (°C)              | 4,5            | 4,9              | 8,1          | 10,8          | 14,5            | 17,9         | 20,1          | 19,9           | 16,3          | 12,4            | 7,8              | 4,9            | 11,8      |
| Température maximale moyenne (°C)     | 7,4            | 8,8              | 13,1         | 16,7          | 20,4            | 24           | 26,7          | 26,6           | 22,3          | 17              | 11,2             | 7,8            | 16,8      |
| Record de froid (°C) date du record   | −21 07.01.1979 | −15,5 25.02.1986 | −13 01.03.05 | −6 04.04.1973 | −1,9 04.05.1979 | 0 05.06.1991 | 4 11.07.1972  | 2,6 30.08.1986 | 0 11.09.1972  | −4,2 30.10.1997 | −10,5 24.11.1998 | −16 30.12.1985 | −21 1979  |
| Record de chaleur (°C) date du record | 16,5 16.01.20  | 24 27.02.19      | 27 30.03.17  | 31 30.04.05   | 35 28.05.17     | 40 29.06.19  | 43,3 25.07.19 | 41,5 06.08.03  | 36,5 14.09.20 | 30,5 01.10.11   | 23 07.11.15      | 19 16.12.1989  | 43,3 2019 |
| Précipitations (mm)                   | 61,5           | 54,7             | 52,7         | 55,5          | 75,4            | 64,8         | 56            | 57,6           | 58,7          | 70              | 71,8             | 78,4           | 757,1     |

### Milieux naturels et biodiversité

#### Sites Natura 2000
Le réseau Natura 2000 est un réseau écologique européen de sites naturels d’intérêt écologique élaboré à partir des Directives «Habitats » et «Oiseaux ». Ce réseau est constitué de Zones Spéciales de Conservation (ZSC) et de Zones de Protection Spéciale (ZPS). Dans les zones de ce réseau, les États Membres s'engagent à maintenir dans un état de conservation favorable les types d'habitats et d'espèces concernés, par le biais de mesures réglementaires, administratives ou contractuelles. L'objectif est de promouvoir une gestion adaptée des habitats tout en tenant compte des exigences économiques, sociales et culturelles, ainsi que des particularités régionales et locales de chaque État Membre. les activités humaines ne sont pas interdites, dès lors que celles-ci ne remettent pas en cause significativement l’état de conservation favorable des habitats et des espèces concernés,.
Un site Natura 2000 est présent sur le territoire communal de Loury.
| Numéro    | Type | Nom             | Arrêté                      | Document d’objectifs   | Localisation                      |
| --------- | ---- | --------------- | --------------------------- | ---------------------- | --------------------------------- |
| FR2410018 | ZPS  | Forêt d’Orléans | Arrêté du 23 décembre 2003. | Validé le 10 juin 2005 | Dans la partie est de la commune. |

Le site de la « forêt d'Orléans » s'étend du nord-est de l'agglomération orléanaise jusqu'aux portes de Gien, suivant un arc de cercle d'une soixantaine de kilomètres de long et d'une largeur variant de 2 à 15 km environ. Cet ensemble forestier quasi continu est majoritairement domanial. La forêt domaniale est constituée de trois massifs distincts, de l'ouest vers l'est, les massifs d'Orléans, Ingrannes et Lorris (communément considéré en deux sous-massifs : Lorris-Châteauneuf et Lorris-Châteauneuf-sur-Loire), en périphérie desquels se trouvent d'autres parcelles forestières. La surface globale des trois massifs domaniaux est de 34 500 hectares. D'une surface totale de 32 177 ha, le site est constitué de deux grandes entités couvrant la presque intégralité des massifs forestiers domaniaux d'Ingrannes et de Lorris. Ces deux grandes entités englobent également d'autres parcelles forestières, ainsi que des étangs, en périphérie, de même que la grande « clairière » de Sully-la-Chapelle, Ingrannes et Seichebrières incluse dans le massif d'Ingrannes. Ce site présente un grand intérêt ornithologique notamment avec la nidification du balbuzard pêcheur, de l'aigle botté, du circaète Jean-le-Blanc, de la bondrée apivore, du busard Saint-Martin, de l'engoulevent d'Europe, des pics noir, mar et cendré, de l'alouette lulu et de la fauvette pitchou. Les étangs constituent par ailleurs des sites d'étape migratoire importants pour différentes espèces.

#### Zones nationales d'intérêt écologique, faunistique et floristique

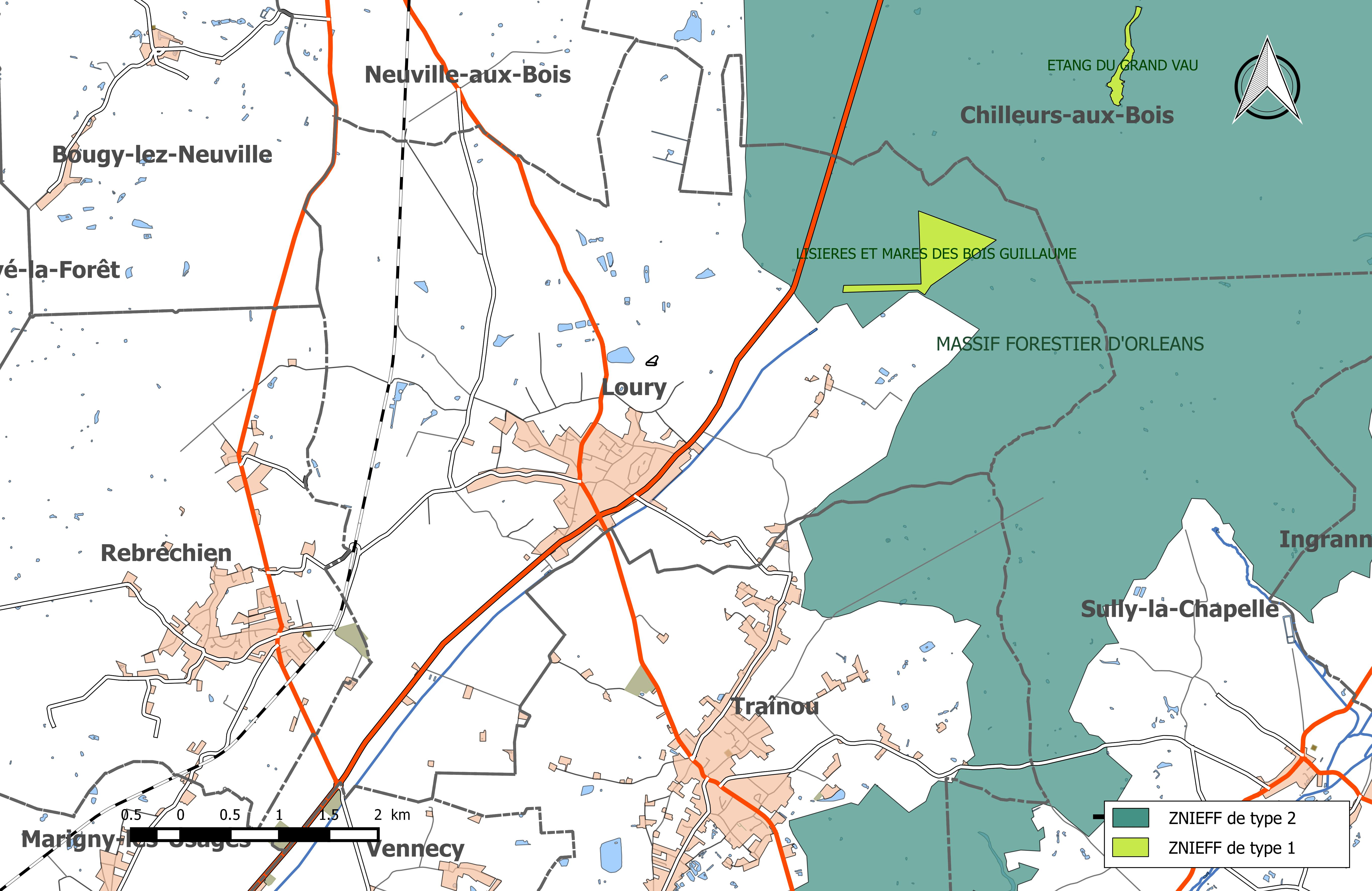
Carte des ZNIEFF de la commune et de ses abords.

L’inventaire des zones naturelles d'intérêt écologique, faunistique et floristique (ZNIEFF) a pour objectif de réaliser une couverture des zones les plus intéressantes sur le plan écologique, essentiellement dans la perspective d’améliorer la connaissance du patrimoine naturel national et de fournir aux différents décideurs un outil d’aide à la prise en compte de l’environnement dans l’aménagement du territoire. Le territoire communal de Loury comprend deux ZNIEFF.
| Désignation                              | Type   | Superficie      | Description |
| ---------------------------------------- | ------ | --------------- | --- |
| « Lisières et mares des bois Guillaume » | type 1 | 40,56 hectares  | Cette zone se situe dans le Nord du Massif d'Ingrannes et à l'est de la RN 152 et à 4 km du bourg de Loury. Son altitude est de 130 m. Cette ZNIEFF comprend des mares forestières et des lisières forestières neutrophiles abritant notamment une petite population d'Épipactis violacé (Epipactis purpurata), espèce protégée et très rare en région Centre. On peut signaler aussi la présence du limodore à feuilles avortées (Limodorum abortivum). |
| « Massif forestier d'Orléans »           | type 2 | 36 086 hectares | La zone s'étend sur 37 communes, dont Loury, et se superpose pour la commune à la zone Natura 2000 de même nom. Son altitude varie entre 126 et 174 m. La forêt d'Orléans repose pour l'essentiel sur des terrains de nature comparable à celle des terrains de la Sologne (Burdigalien) épandus sur le coteau de Beauce. Les formations végétales sont donc plutôt acidoclines à acidiphiles avec des secteurs secs et d'autres très humides. L'intérêt dépasse les contours complexes du massif domanial et s'étend également aux lisières et enclaves privées qui le prolongent. |

## Toponymie
Le toponyme Loury est dérivé de l'ancienne Lauriacum ou Villa Laurii. Le village s'est donc développé à partir du domaine de  Laurius, un riche propriétaire terrien de l'époque gallo-romaine, le vocable en bas latin Lauriacus étant issu du gentilice Laurius, suivi du suffixe acus,,. Les premières mentions en attestant sont : 
Lauriacus en in pago Aurelianensi en 838, 956, 991, 
Lauriacus vers 980, 
Lauriacus au XIe siècle, 
De Loureio en 1146, 
De Laurreio en 1157. La graphie Loury est stabilisée à partir du XVe siècle :  
Loury en août 1474,  en 1740, 
au XVIIIe siècle sur la Carte de Cassini ou en 1801, dans l'arrêté du 5 vendémiaire an IX portant réduction des justices de paix du département du Loiret,.

## Histoire
Du XIVe au XVIe siècle, la paroisse est le lieu de marchés hebdomadaires et de deux foires annuelles : Saint-Bon et Saint-Dulcide.
À partir de la fin du XVIe siècle, Loury connaît une période de grandes difficultés : incendie du clocher par les Huguenots, épidémies de pestes…

### Révolution française et Empire

#### Nouvelle organisation territoriale
Le décret de l'Assemblée Nationale du 12 novembre 1789 décrète « il y aura une municipalité dans chaque ville, bourg, paroisse ou communauté de campagne ». En 1790, dans le cadre de la création des départements, le Loiret compte alors 367 municipalités, rattachées à 59 cantons et 7 districts. La municipalité de Louri est rattachée au canton de Rébréchien et au district de Neuville.  Le terme « commune », au sens de l’administration territoriale actuelle, est imposé par le décret de la Convention nationale du 10 brumaire an II (31 octobre 1793) : « La Convention nationale, sur la proposition d’un membre, décrète que toutes les dénominations de ville, bourg ou village sont supprimées et que celle de commune leur est substituée ». Ainsi la municipalité de Louri devient formellement « commune de Louri » en 1793.
Les cantons sont supprimés, en tant que découpage administratif, par une loi du 26 juin 1793, et ne conservent qu'un rôle électoral, permettant l’élection des électeurs du second degré chargés de désigner les députés,. La Constitution du 5 fructidor an III, appliquée à partir de vendémiaire an IV (1795) supprime les districts, considérés comme des rouages administratifs liés à la Terreur, mais maintient les cantons qui acquièrent dès lors plus d'importance en retrouvant une fonction administrative. Enfin, sous le Consulat, un redécoupage territorial visant à réduire le nombre de justices de paix ramène le nombre de cantons dans le Loiret de 58 à 31,. Loury est alors rattachée au canton Neuville et à l'Arrondissement d'Orléans par arrêté du 9 vendémiaire an X (1er octobre 1801),,. Cette organisation va rester inchangée jusqu'en 2015.

### Époque contemporaine
En 1824, la commune absorbe la commune voisine de Bourgneuf.
À partir du XIXe siècle, Loury souffre de l’exode rural, des trois guerres, et en particulier des combats de juin 1940, opposant l'armée française en déroute et les colonnes allemandes fonçant sur Orléans.
C’est à partir des années 1960 que la tendance s’inverse en raison des implantations industrielles orléanaises : la commune se repeuple. Depuis les années 1980, les Louryens et les Louryennes sont de plus en plus nombreux.

#### Seconde guerre mondiale

##### Combats du 17 juin 1940
Les combats ont fait 30 victimes militaires, 8 civiles coté français et 26 militaires Allemands ont été tués et inhumés à Loury.
14 bâtiments dont 3 habitations ont été totalement détruits selon une liste dressée par la mairie.

### Héraldique
| Blason de Loury | Les armes de Loury se blasonnent ainsi : D'or à la fasce d'azur accompagnée de trois aigles de sable, 2 et 1,. |

## Urbanisme

### Typologie
Au 1er janvier 2024, Loury est catégorisée bourg rural, selon la nouvelle grille communale de densité à sept niveaux définie par l'Insee en 2022.
Elle appartient à l'unité urbaine de Loury, une unité urbaine monocommunale constituant une ville isolée,. Par ailleurs la commune fait partie de l'aire d'attraction d'Orléans, dont elle est une commune de la couronne,. Cette aire, qui regroupe 136 communes, est catégorisée dans les aires de 200 000 à moins de 700 000 habitants,.

### Occupation des sols
L'occupation des sols de la commune, telle qu'elle ressort de la base de données européenne d’occupation biophysique des sols Corine Land Cover (CLC), est marquée par l'importance des forêts et milieux semi-naturels (47,3 % en 2018), une proportion identique à celle de 1990 (47,3 %). La répartition détaillée en 2018 est la suivante : 
terres arables (42,4 %), forêts (40,4 %), milieux à végétation arbustive et/ou herbacée (6,9 %), zones urbanisées (4,3 %), zones agricoles hétérogènes (3 %), espaces verts artificialisés, non agricoles (1,8 %), prairies (1,2 %).
L'évolution de l’occupation des sols de la commune et de ses infrastructures peut être observée sur les différentes représentations cartographiques du territoire : la carte de Cassini (XVIIIe siècle), la carte d'état-major (1820-1866) et les cartes ou photos aériennes de l'IGN pour la période actuelle (1950 à aujourd'hui).

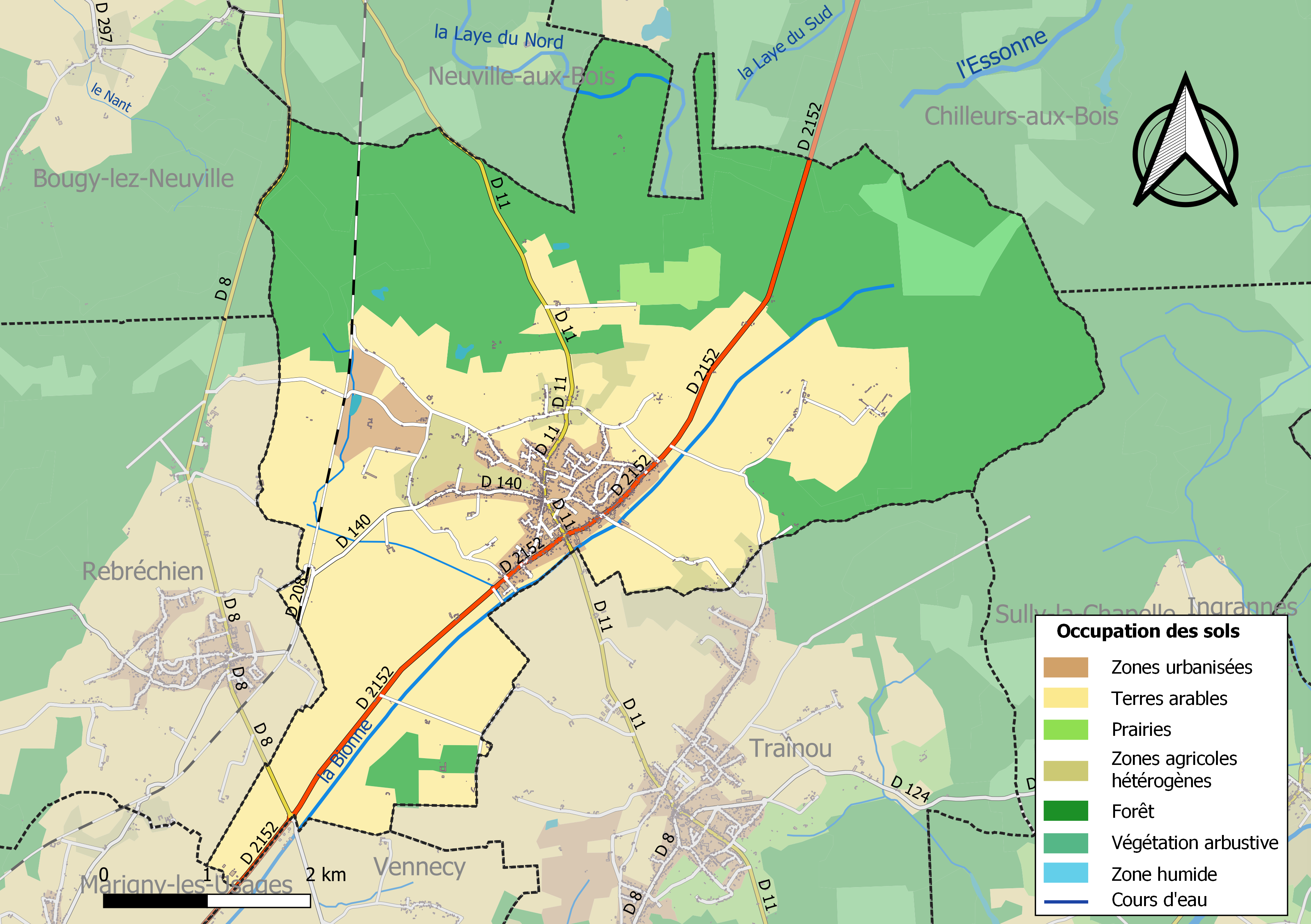
Carte des infrastructures et de l'occupation des sols de la commune en 2018 (CLC).
Carte orthophotographique de la commune en 2016.

### Planification

#### Plan local d'urbanisme
La commune prescrit l'élaboration d'un plan d'occupation des sols (POS) en juillet 1971. Le document est approuvé en novembre 1981 puis révisé en juillet 1991 et novembre 2001. Il est ensuite modifié à plusieurs reprises.
La loi relative à la solidarité et au renouvellement urbains du 13 décembre 2000, dite loi SRU, complétée par la loi urbanisme et habitat du 2 juillet 2003, marque une évolution de la planification urbaine en créant notamment les plans locaux d’urbanisme (PLU), vecteurs de projets de territoire, appelés à se substituer progressivement aux plans d’occupation des sols. Le PLU contient deux éléments nouveaux par rapport au POS : le plan d'aménagement et de développement durable (PADD), qui exprime le projet de la ville par des orientations générales en matière d'urbanisme, de développement, d'équipement et de préservation de l'environnement et les orientations d'aménagement et de programmation (OAP) qui correspondent à des zooms qui peuvent porter sur des quartiers ou secteurs à mettre en valeur, réhabiliter, restructurer ou aménager, ou sur l'aménagement d'un espace public, etc. Dans ce cadre le conseil municipal prescrit la révision du Plan d’occupation des sols et sa transformation en plan local d'urbanisme le 4 décembre 2012,. En l'absence de PLU approuvé, c'est le POS de novembre 2001 qui sert de document d'urbanisme de référence.

#### Documents d'orientations intercommunaux
La commune est membre du pays Forêt d'Orléans - Val de Loire, qui regroupe 32 communes. En 2012 les Pays Forêt d'Orléans Val de Loire, Loire Beauce et Sologne Val-sud sont les seuls territoires du département du Loiret ne disposant pas de schéma de cohérence territoriale (SCoT). Compte tenu  de l'intérêt de cet outil pour l'avenir des territoires, les élus de ces pays décident d'engager une démarche commune d'élaboration de SCoT. Le comité syndical du Pays Forêt d'Orléans - Val de Loire décide de prendre le 8 octobre 2015 la compétence « élaboration, gestion et suivi du Schéma de Cohérence Territoriale » et, après avis favorable conforme des différentes communes membres (le 3 décembre 2015 pour Loury), le préfet approuve la modification des statuts en ce sens le 19 février 2016. Les trois SCoT sont lancés officiellement et simultanément à La Ferté-Saint-Aubin le 21 juin 2014, l'assistance à maîtrise d'ouvrage étant confiée à un seul bureau d'études. Après étude et concertation de 2014 à 2017, le document doit être approuvé en 2018.

### Logement
Le tableau ci-dessous présente le détail du secteur des logements de la commune :
| Date du relevé                                              | 2017   |
| ----------------------------------------------------------- | ------ |
| Nombre total de logements                                   | 1051   |
| Résidences principales                                      | 90,8 % |
| Résidences secondaires                                      | 2,4 %  |
| Logements vacants                                           | 6,9 %  |
| Part des ménages propriétaires de leur résidence principale | 83,0 % |

### Voies de communication et transports

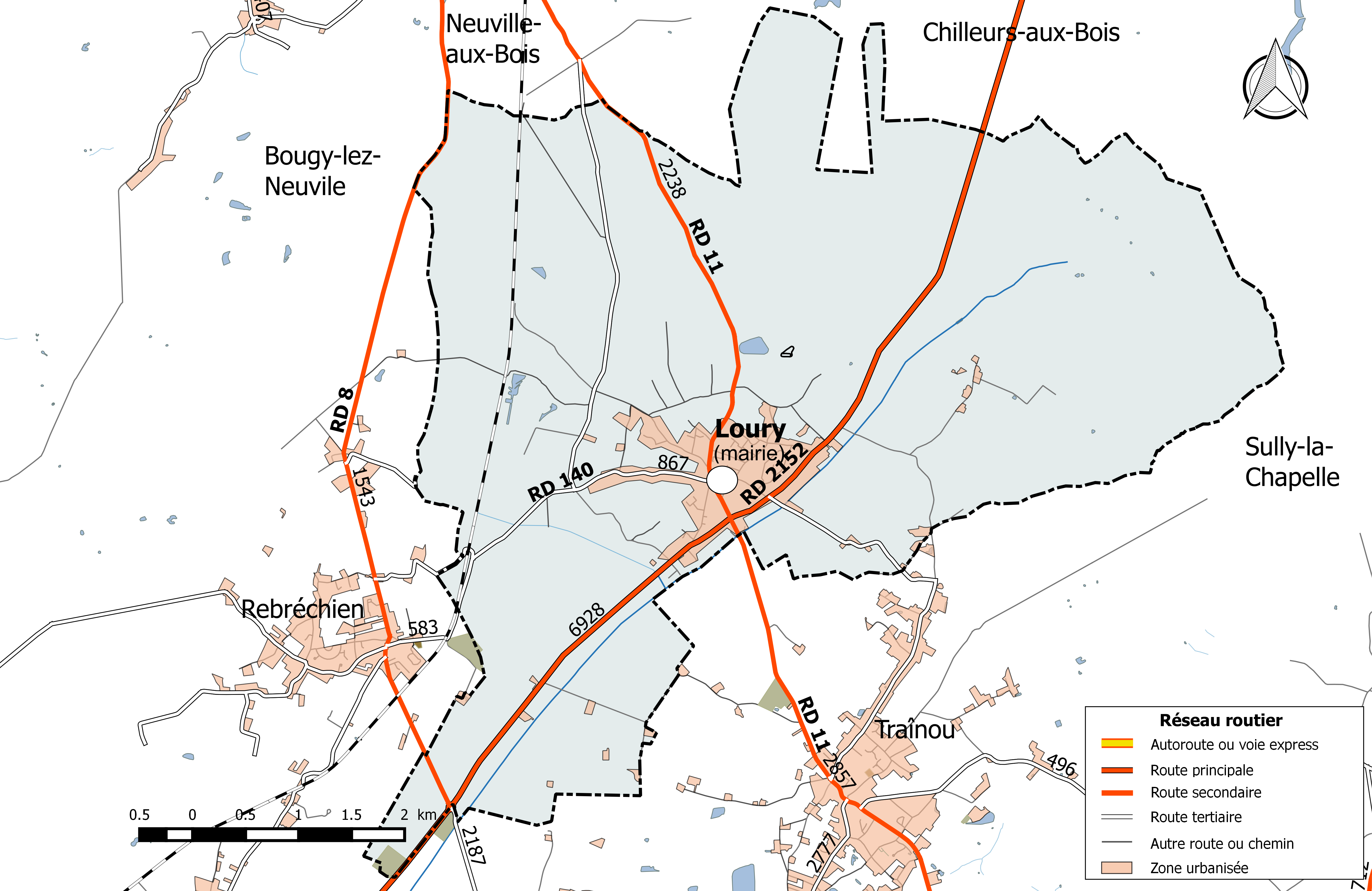
Réseau routier principal de la commune de Loury (avec indication du trafic routier 2014).

#### Infrastructures routières
La commune est traversée par quatre routes départementales : La RD 2152 (6 928 véhicules/jour), qui relie Malesherbes à Tavers, 
la RD 11 (2 238 véhicules/jour), qui relie Tigy à Tivernon, 
la RD 8 (1 543 véhicules/jour), qui relie Chécy à Neuville-aux-Bois et 
la RD 140 (867 véhicules/jour), qui relie le centre-bourg à Rebréchien.
La RD 2152 correspond à l'ancienne route nationale 152. À sa création, en 1824, la RN 152 succède à la Route impériale 172 et relie Briare à Angers par la rive droite de la Loire. La route est déclassée en 1972 en RD 952 entre Briare et Châteauneuf-sur-Loire et, en contrepartie, elle récupère l'ancienne section de la RN 51 entre Orléans et Fontainebleau.
Complétant ces voies, la commune est sillonnée de plusieurs voies communales et chemins ruraux  desservant ses fermes et hameaux et les bourgs environnants.

#### Transports en commun routiers
En 2016, Loury est desservie par la ligne régulière no 20A du réseau d'autocars interurbains REMI qui relie Pithiviers - Chilleurs-aux-Bois - Neuville-aux-Bois - Saint-Lyé-la-Forêt - Orléans . Des correspondances SNCF sont assurées à la gare d'Orléans et TAO et Transbeauce à la Gare routière d'Orléans. À compter du 1er janvier 2017, la compétence des services de transports routiers interurbains, réguliers et à la demande est transférée des départements aux régions, et donc localement du département du Loiret à la région Centre-Val de Loire, consécutivement à la loi NOTRe du 7 août 2015.

### Risques majeurs
La commune de Loury est vulnérable à différents aléas naturels : climatiques (hiver exceptionnel ou canicule), mouvements de terrains ou sismique (sismicité très faible). Elle est également exposée à un risque technologique : le risque de transport de matières dangereuses. 
Entre 1989 et 2019, quatre arrêtés ministériels ayant porté reconnaissance de catastrophe naturelle ont été pris pour le territoire de la commune  : trois  pour des inondations et coulées de boues et un pour des mouvements de terrains.

#### Risques naturels
Le territoire de la commune peut être concerné par un risque d'effondrement de cavités souterraines non connues. Une cartographie départementale de l'inventaire des cavités souterraines et des désordres de surface a été réalisée. Il a été recensé sur la commune plusieurs effondrements de cavités.
Par ailleurs le sol du territoire communal peut faire l'objet de mouvements de terrain liés à la sécheresse. Le phénomène de retrait-gonflement des argiles est la conséquence d'un changement d'humidité des sols argileux. Les argiles sont capables de fixer l'eau disponible mais aussi de la perdre en se rétractant en cas de sécheresse. Ce phénomène peut provoquer des dégâts très importants sur les constructions (fissures, déformations des ouvertures) pouvant rendre inhabitables certains locaux. Celui-ci a particulièrement affecté le Loiret après la canicule de l'été 2003. Une grande partie du territoire de la commune, dont le bourg, est soumise à un aléa « fort » face à ce risque, selon l'échelle définie par le Bureau de recherches géologiques et minières (BRGM).
Depuis le 22 octobre 2010, la France dispose d’un nouveau zonage sismique divisant le territoire national en cinq zones de sismicité croissante. La commune, à l’instar de l’ensemble du département,  est concernée par un risque très faible.

#### Risques technologiques
La commune est exposée au risque de transport de matières dangereuses, en raison du passage sur son territoire d'itinéraires routiers structurants supportant un fort trafic (la route départementale D2152,.

## Politique et administration

### Découpage territorial
La commune de Loury est membre de la communauté de communes de la Forêt, un établissement public de coopération intercommunale (EPCI) à fiscalité propre créé le 1er janvier 2000 dont le siège est à Neuville-aux-Bois. Ce dernier est par ailleurs membre d'autres groupements intercommunaux qui sont, en 2020 : 0.
Sur le plan administratif, elle est rattachée à l'arrondissement d'Orléans, au département du Loiret et à la région Centre-Val de Loire. Sur le plan électoral, elle dépend du  canton de Fleury-les-Aubrais pour l'élection des conseillers départementaux, depuis le redécoupage cantonal de 2014 entré en vigueur en 2015, et de la cinquième circonscription du Loiret  pour les élections législatives, depuis le dernier découpage électoral de 2010.

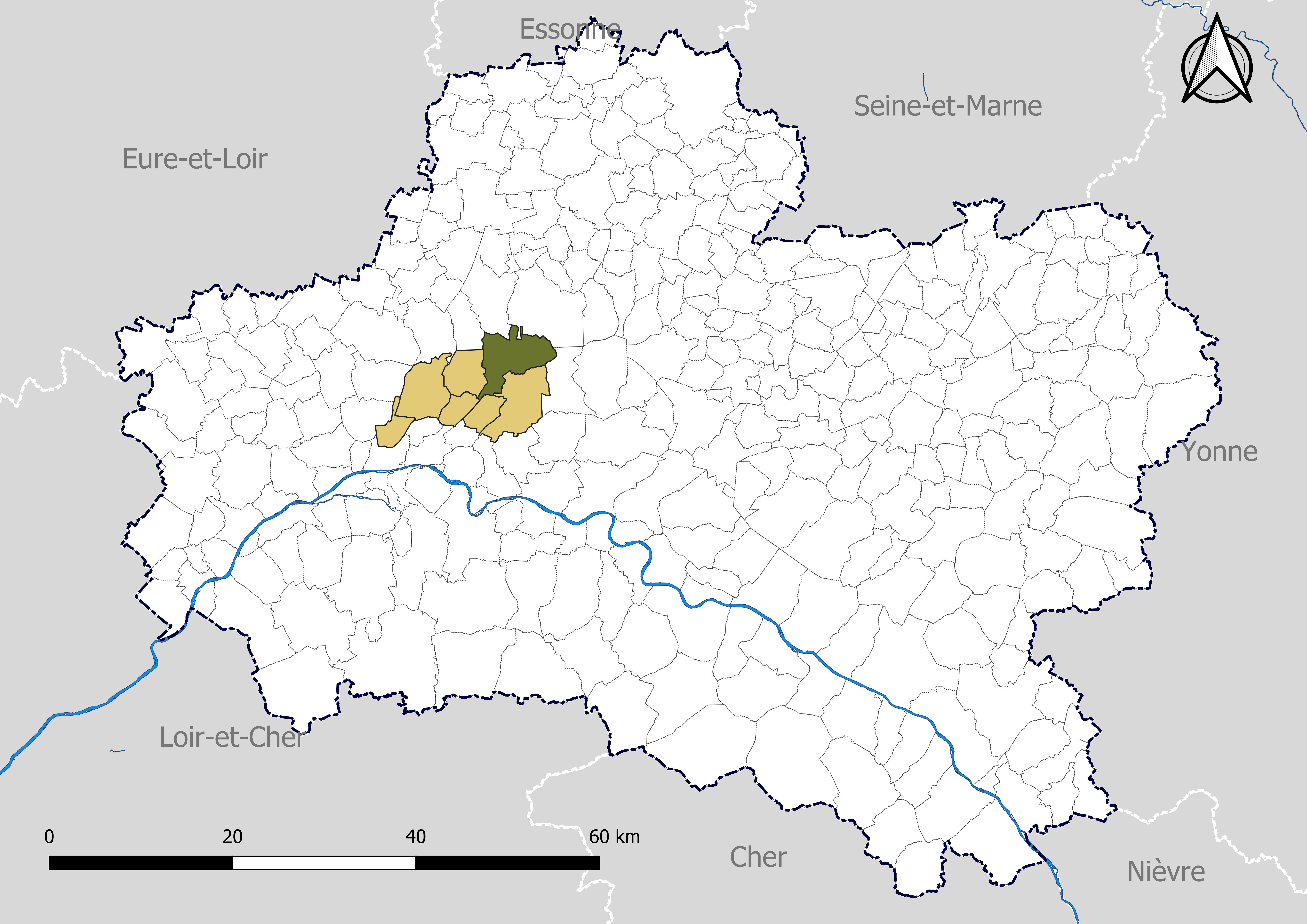
Loury dans le canton de Fleury-les-Aubrais en 2020.
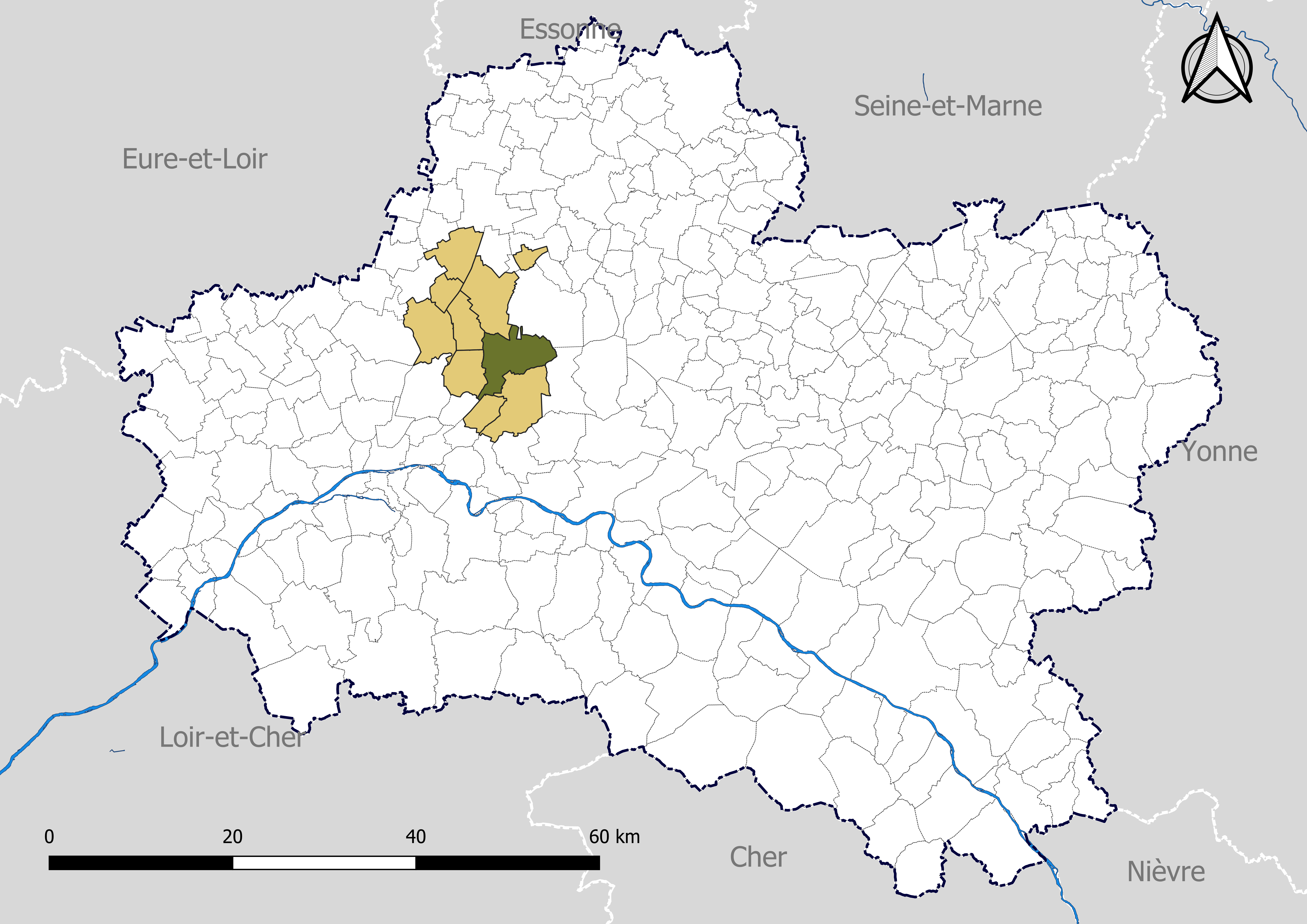
Loury dans la communauté de communes de la Forêt en 2020.
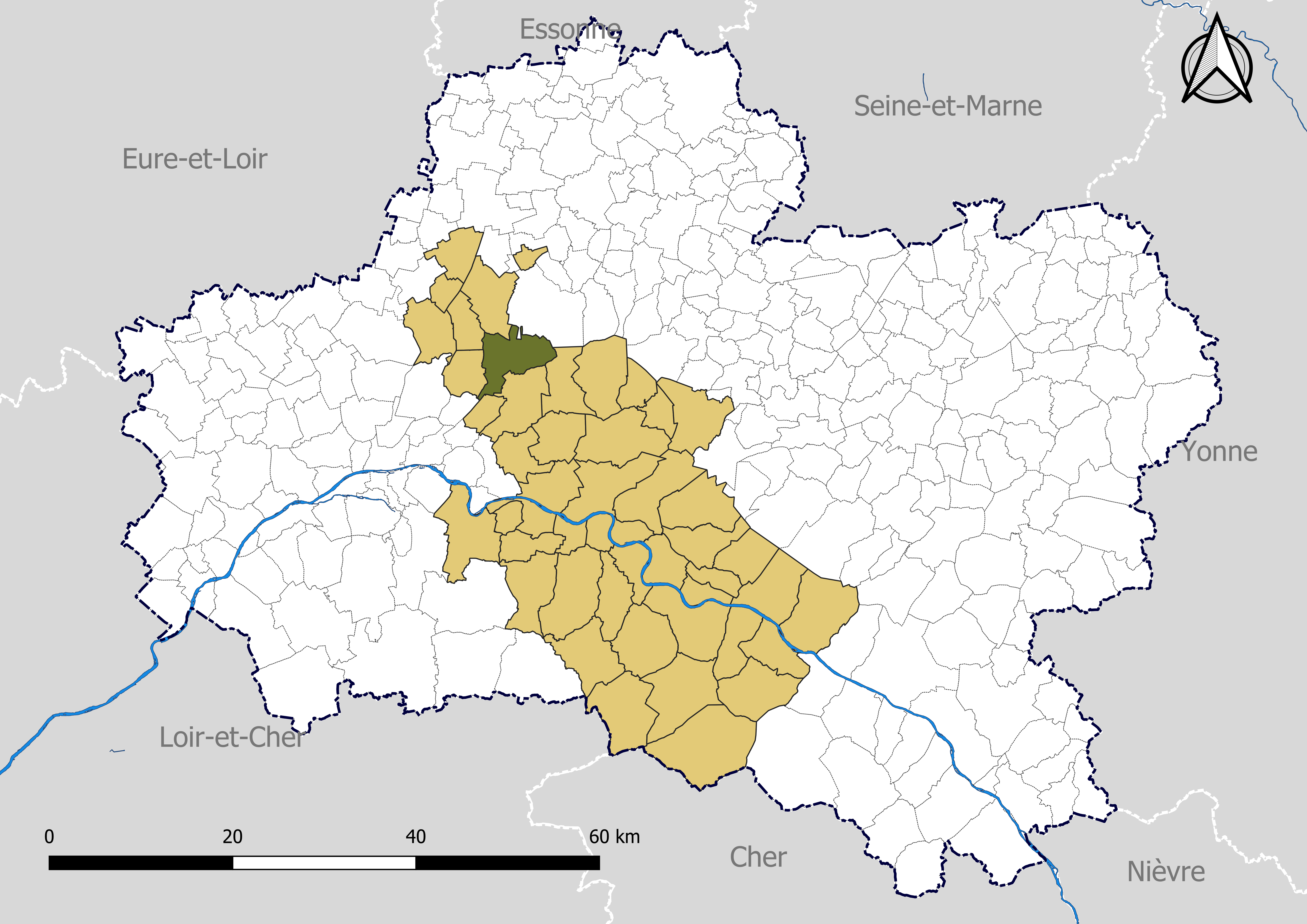
Loury dans le Pôle d'équilibre territorial et rural (PETR) Forêt d'Orléans-Loire-Sologne en 2020.
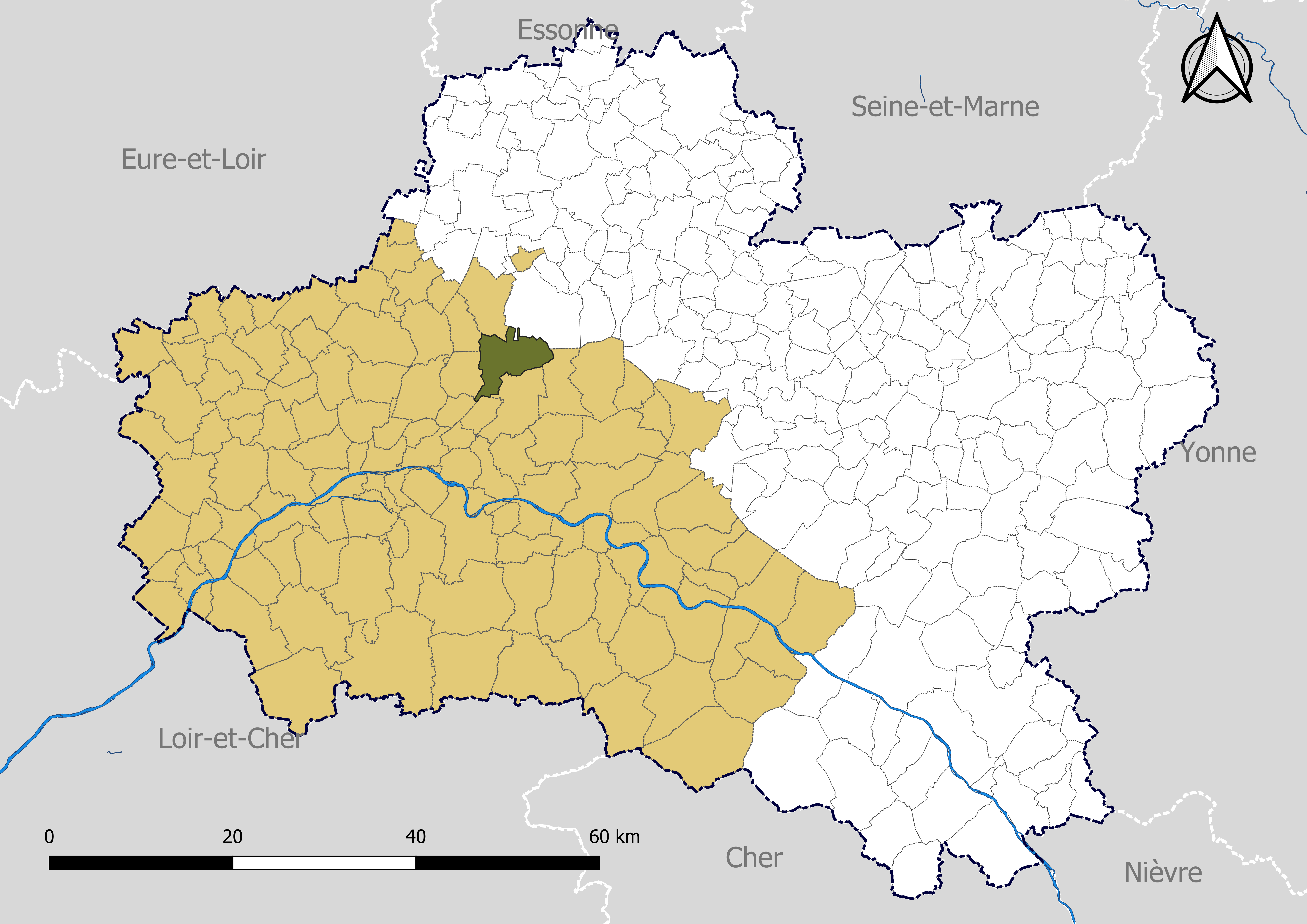
Loury dans l'arrondissement d'Orléans en 2020.

### Politique et administration municipales

#### Conseil municipal et maire

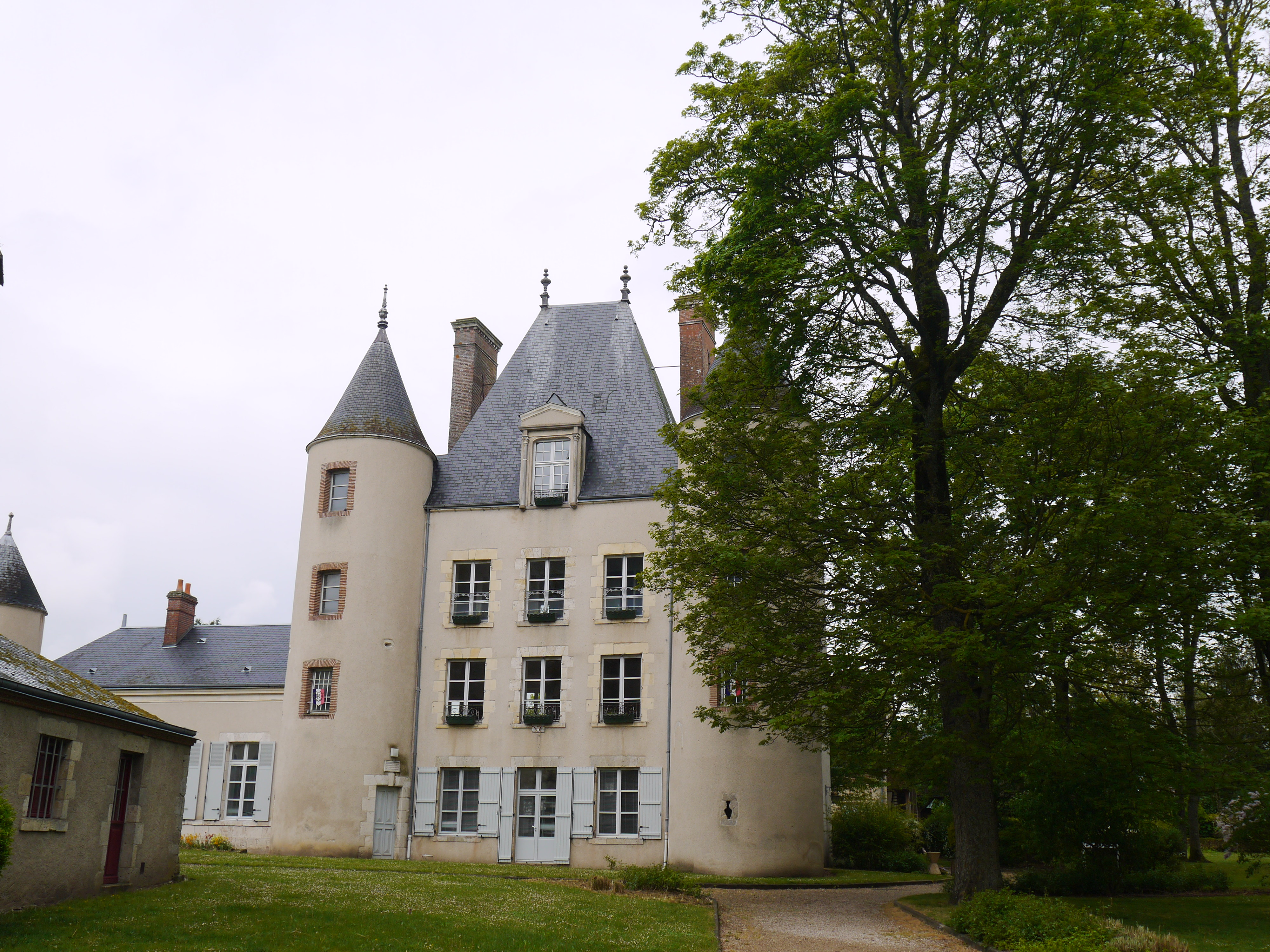
La mairie.

Depuis les élections municipales de 2014, le conseil municipal de Loury, commune de plus de 1 000 habitants, est élu au scrutin proportionnel de liste à deux tours (sans aucune modification possible de la liste), pour un mandat de six ans renouvelable. Il est composé de 23 membres. L'exécutif communal est constitué par le maire, élu par le conseil municipal parmi ses membres, pour un mandat de six ans, c'est-à-dire pour la durée du mandat du conseil.
À la suite du conflit opposant le maire au conseil municipal et paralysant le fonctionnement de la commune, le gouvernement a prononcé la dissolution du conseil municipal de la commune de Loury le 6 juin 2007. Des élections partielles se sont tenues en juillet 2007.
| Période                                  | Période                    | Identité                        | Étiquette    | Qualité                                                        |
| ---------------------------------------- | -------------------------- | ------------------------------- | ------------ | -------------------------------------------------------------- |
| 1900                                     | 1903                       | Désiré Masson                   |              | cultivateur                                                    |
| 1903                                     | 1914                       | Eugène Gestat                   |              | médecin conseiller général du canton de Neuville-aux-Bois      |
| 1914                                     | 1915                       | Moussart                        |              | adjoint faisant fonction                                       |
| 1915                                     | 1918                       | Louis Pied                      |              | cultivateur                                                    |
| 1919                                     | 1925                       | Julien Aigoin                   | RG           | Propriétaire conseiller général du canton de Neuville-aux-Bois |
| 1925                                     | 1929                       | Daniel Proyart                  |              | directeur d'école                                              |
| 1929                                     | 1929                       | Georges Lepine                  |              | facteur                                                        |
| 1929                                     | 1945                       | Eugène Gauthier                 |              | maçon                                                          |
| 1946                                     | 1947                       | Germain Boucher                 |              | adjoint faisant fonction                                       |
| 1947                                     | 1965                       | Maurice Liger                   |              | transporteur                                                   |
| 1965                                     | 1971                       | André Chantereau                |              | cultivateur                                                    |
| 1971                                     | 1977                       | Pierre Chabrier de la Saulnière |              | chercheur CNRS                                                 |
| 1977                                     | mars 2001                  | Marc Andrieu                    | RPR puis UMP | pharmacien Conseiller régional du Centre                       |
| mars 2001                                | juillet 2007               | Jean-Pierre Rolland             |              |                                                                |
| juillet 2007                             | mai 2020                   | Bernard Léger                   | DVD          | gestionnaire d'applications informatiques                      |
| mai 2020                                 | En cours (au 13 Juin 2020) | Christophe Le Goff              | DVG          | technicien                                                     |
| Les données manquantes sont à compléter. |                            |                                 |              |                                                                |

En 2008, la commune a reçu le label « Ville Internet ».

## Équipements et services

### Environnement

#### Gestion des déchets
Au 31 décembre 2016, la commune est membre du SITOMAP de la région Pithiviers, créé en 1968. Celui-ci assure la collecte et le traitement des ordures ménagères résiduelles, des emballages ménagers recyclables  et des encombrants en porte à porte et du verre en points d’apport volontaire. Un réseau de huit déchèteries, dont une est située sur le territoire communal, accueille les encombrants et autres déchets spécifiques (déchets verts, déchets dangereux, gravats, ferraille, cartons…).
L'élimination et la valorisation énergétique des déchets ménagers et de ceux issus de la collecte sélective sont effectuées dans l'outil de traitement appelé BEGEVAL, installé à Pithiviers et géré par le syndicat de traitement Beauce Gâtinais Valorisation (BGV) qui regroupe le territoire des trois syndicats de collecte : SMETOM, SITOMAP et SIRTOMRA. Cet outil est composé d’un centre de valorisation matière qui trie les emballages issus de la collecte sélective, les journaux-magazines et les cartons de déchèteries, et d’un centre de valorisation énergétique qui incinère les ordures ménagères résiduelles et le tout-venant incinérable des déchèteries ainsi que les refus du centre de tri.
Depuis le 1er janvier 2017, la « gestion des déchets ménagers » ne fait plus partie des compétences de la commune mais est une compétence obligatoire de la communauté de communes de la Forêt en application de la loi NOTRe du 7 août 2015.

#### Production et distribution d'eau
Le service public d’eau potable est une compétence obligatoire des communes depuis l’adoption de la loi du 30 décembre 2006 sur l’eau et les milieux aquatiques. Au 31 décembre 2016, la production de l'eau potable sur le territoire communal est assurée par le syndicat de production d'eau potable de Trainou - Loury, un syndicat créé en 1998 desservant deux communes : Loury et Traînou,, et la distribution par  la commune elle-même.
La loi NOTRe du 7 août 2015 prévoit que le transfert des compétences « eau et assainissement » vers les communautés de communes sera obligatoire à compter du 1er janvier 2020. Le transfert d’une compétence entraîne  de  facto  la  mise  à disposition  gratuite  de  plein droit des biens, équipements et services publics utilisés, à la date du transfert, pour l'exercice de ces compétences et la substitution de la communauté dans les droits et obligations des communes,.

#### Assainissement
La compétence assainissement, qui recouvre obligatoirement la collecte, le transport et l’épuration des eaux usées, l’élimination des boues produites, ainsi que le contrôle des raccordements aux réseaux publics de collecte, est assurée   par le Syndicat de Traitement des Eaux Usées de la Demi-Lune, un syndicat créé en 1998 desservant deux communes (Loury et Rebréchien),,.
La commune est raccordée à une station d'épuration située sur le territoire communal mise en service le 15 janvier 2002 et dont la capacité nominale de traitement est de  5 000 EH, soit 915 m3/jour. Cet équipement utilise un procédé d'épuration biologique dit « à boues activées ». Son exploitation est assurée par Lyonnaise des Eaux Orléans,.
L’assainissement non collectif (ANC) désigne les installations individuelles de traitement des eaux domestiques qui ne sont pas desservies par un réseau public de collecte des eaux usées et qui doivent en conséquence traiter elles-mêmes leurs eaux usées avant de les rejeter dans le milieu naturel. En 2016, la communauté de communes de la Forêt assure le service public d'assainissement non collectif (SPANC), qui a pour mission de vérifier la bonne exécution des travaux de réalisation et de réhabilitation, ainsi que le bon fonctionnement et l’entretien des installations,.

## Population et société

### Démographie
L'évolution du nombre d'habitants est connue à travers les recensements de la population effectués dans la commune depuis 1793. Pour les communes de moins de 10 000 habitants, une enquête de recensement portant sur toute la population est réalisée tous les cinq ans, les populations de référence des années intermédiaires étant quant à elles estimées par interpolation ou extrapolation. Pour la commune, le premier recensement exhaustif entrant dans le cadre du nouveau dispositif a été réalisé en 2007.
En 2022, la commune comptait 2 582 habitants, en évolution de +3,95 % par rapport à 2016 (Loiret : +1,89 %, France hors Mayotte : +2,11 %).
| 1793 | 1800 | 1806 | 1821 | 1831  | 1836  | 1841  | 1846  | 1851  |
| ---- | ---- | ---- | ---- | ----- | ----- | ----- | ----- | ----- |
| 816  | 745  | 910  | 934  | 1 254 | 1 323 | 1 315 | 1 460 | 1 427 |

| 1856  | 1861  | 1866  | 1872  | 1876  | 1881  | 1886  | 1891  | 1896  |
| ----- | ----- | ----- | ----- | ----- | ----- | ----- | ----- | ----- |
| 1 474 | 1 456 | 1 478 | 1 401 | 1 405 | 1 359 | 1 338 | 1 356 | 1 304 |

| 1901  | 1906  | 1911  | 1921  | 1926  | 1931  | 1936 | 1946  | 1954  |
| ----- | ----- | ----- | ----- | ----- | ----- | ---- | ----- | ----- |
| 1 285 | 1 239 | 1 226 | 1 060 | 1 040 | 1 019 | 998  | 1 062 | 1 052 |

| 1962  | 1968  | 1975  | 1982  | 1990  | 1999  | 2006  | 2007  | 2012  |
| ----- | ----- | ----- | ----- | ----- | ----- | ----- | ----- | ----- |
| 1 024 | 1 039 | 1 082 | 1 413 | 1 810 | 1 990 | 2 425 | 2 487 | 2 556 |

| 2017  | 2022  | - | - | - | - | - | - | - |
| ----- | ----- | - | - | - | - | - | - | - |
| 2 452 | 2 582 | - | - | - | - | - | - | - |

Après la fusion de la commune du Bourgneuf avec Loury en 1824, la population du Bourgneuf est recensée avec celle de Loury.

## Culture locale et patrimoine

### Lieux et monuments
- Le château du Bourg, actuelle mairie de Loury. À l'origine était construit à cet emplacement un château fort munis de sept tours (trois et la base d'une quatrième sont encore observables). Il fut totalement réaménagé au XVIIe siècle. Il ne subsiste aujourd'hui que le pavillon encadré de deux tours, les communs attenants, et un bâtiment reconverti en musée des métiers et des légendes de la forêt d'Orléans. Ce bâtiment possède une cave à double niveau, le premier étant voûté en plein cintre et datant du XIVe siècle, le second étant un étroit couloir en plein cintre sur lequel débouchent cinq alvéoles également voûtées. Il appartenait en 1663, à Jacob Blanquet de la Haye, baron de Loury.
- Le château de la Roncière. Il est situé sur la route d'Orléans (D 2152), au bout d'une allée rectiligne encadrée par deux massifs forestiers. Datant vraisemblablement du XVIIe siècle, il a été réaménagé au XIXe siècle. Il possède une ancienne chapelle qui servit d'église paroissiale après l'assassinat du curé de Loury par le seigneur de Loury, l'église étant profanée ;
- Le château du Coudreceau (XVIIIe siècle), construit entre 1757 et 1775 par Jacques-Isaac Seurrat de la Boulaye, député de la noblesse d'Orléans.
- Le château de la Chesnaie (XVIIIe siècle) ;
- Le château de l'Ermitage (ancienne propriété viticole, XIXe siècle) ;
- Le château des Saint-Germains (XIXe siècle) ;
- L’église Saint-Bon et Saint-Dulcide. Les bases du monument remontent au XIe siècle. La nef est XIe siècle (on aperçoit encore les anciennes fenêtres et portes romanes), mais fortement reprise au XVIe siècle par le percement de nouvelles fenêtres et l'adjonction du bas-côté nord. Le chœur actuel est du XIIIe siècle. Enfin l'église a perdu son clocher quadrangulaire typique de la région, attenant au transept sud, lors d'un incendie au XVIIe siècle. Il fut démoli et remplacé par la flèche actuelle située à la croisée du transept. On peut aujourd'hui observer l'empreinte du clocher réalisée au sol après les fouilles de 1988 ;
- Le moulin de l'Epinay[102], moulin à vent de type pivot, datant de 1884 et inscrit à l'inventaire des Monuments historiques depuis le 4 juillet 1988.

### Personnalités liées à la commune
- Comte Jacques-Isaac Seurrat de la Boulaye, magistrat et député de la noblesse, fit construire le château du Coudreceau ;
- Antoine Masson, graveur ;
- Hubert Curien (1924-2005), cristallographe et ministre de la Recherche et de la Technologie français, est décédé à Loury ;
- Roger Vadim, réalisateur, y posséda une maison[103] ;
- Lucienne Mallet, née Goyer, résistante française, est née à Loury en septembre 1912.
- Eugène Milon, chef de chantier de la tour Eiffel est née à Loury[104].